# یواس‌اس اوانز (دی‌دی-۷۸)
یواس‌اس اوانز (دی‌دی-۷۸) (به انگلیسی: USS Evans (DD-78)) یک کشتی بود که طول آن ۹۶٫۱۴ متر (۳۱۵٫۴ فوت) بود. این کشتی در سال ۱۹۱۸ ساخته شد.